# Нисиидзу
Нисиидзу (яп. 西伊豆町 Нисиидзу-тё:) — посёлок в Японии, находящийся в уезде Камо префектуры Сидзуока. Площадь посёлка составляет 105,52 км², население — 8559 человек (1 августа 2014), плотность населения — 81,11 чел./км².

## Географическое положение
Посёлок расположен на острове Хонсю в префектуре Сидзуока региона Тюбу. С ним граничат город Идзу и посёлки Кавадзу, Мацудзаки.

## Население
Население посёлка составляет 8559 человек (1 августа 2014), а плотность — 81,11 чел./км². Изменение численности населения с 1980 по 2005 годы:
| 1980 | 14 376 чел. |  |
| 1985 | 13 529 чел. |  |
| 1990 | 12 696 чел. |  |
| 1995 | 11 983 чел. |  |
| 2000 | 11 268 чел. |  |
| 2005 | 10 372 чел. |  |

## Символика
Деревом посёлка считается камелия, цветком — Farfugium japonicum.